# Аро (Јужна Корзика)
Аро (фр. Arro) је насељено место у Француској у региону Корзика, у департману Јужна Корзика.
По подацима из 2011. године у општини је живело 80 становника, а густина насељености је износила 100,0 становника/km².

## Демографија
| 1962. | 1968. | 1975. | 1982. | 1990. | 2011. |
| ----- | ----- | ----- | ----- | ----- | ----- |
| 99    | 95    | 86    | 70    | 41    | 80    |